# Homoneura intercisa
Homoneura intercisa är en tvåvingeart som beskrevs av Kim 1994. Homoneura intercisa ingår i släktet Homoneura och familjen lövflugor. Inga underarter finns listade i Catalogue of Life.